# Ludwig Gottlieb Scriba
Ludwig Gottlieb Scriba (Berenbach, 3 juni 1736 - 30 april 1804) was een Duits entomoloog.
Scriba werd geboren in 1736 als de zoon van dominee John Christian Scriba. Hij kreeg zijn eerste lessen in het huis van zijn vader 
en ging later in 1746 naar school in Darmstadt tot 1753. Hij studeerde aanvankelijk wiskunde en filosofie aan de universiteit van Giessen, voordat hij koos voor theologie en werd in 1770 predikant in Gräfenhausen. Hij bleef echter grote belangstelling voor de natuurwetenschappen houden en met name voor de entomologie. Hij was ijverig medewerker van diverse wetenschappelijke tijdschriften en was zelf uitgever van Journal für die Liebhaber der Entomologie waarin hij vele nieuwe soorten publiceerde.
Ludwig Gottlieb Scriba moet niet verward worden met Wilhelm Georg Heinrich Scriba (1817-1898) en Christoph Philipp Heinrich Scriba (1788-1858), eveneens entomologen.
- Gemeinsame Normdatei: 115755640
- LIBRIS: 400104
- Virtual International Authority File: 57351647
- WorldCat: E39PBJr3qhXkH898Gw7XHpTCQq